# Elin Pelin
För andra betydelser, se Elin Pelin (olika betydelser).

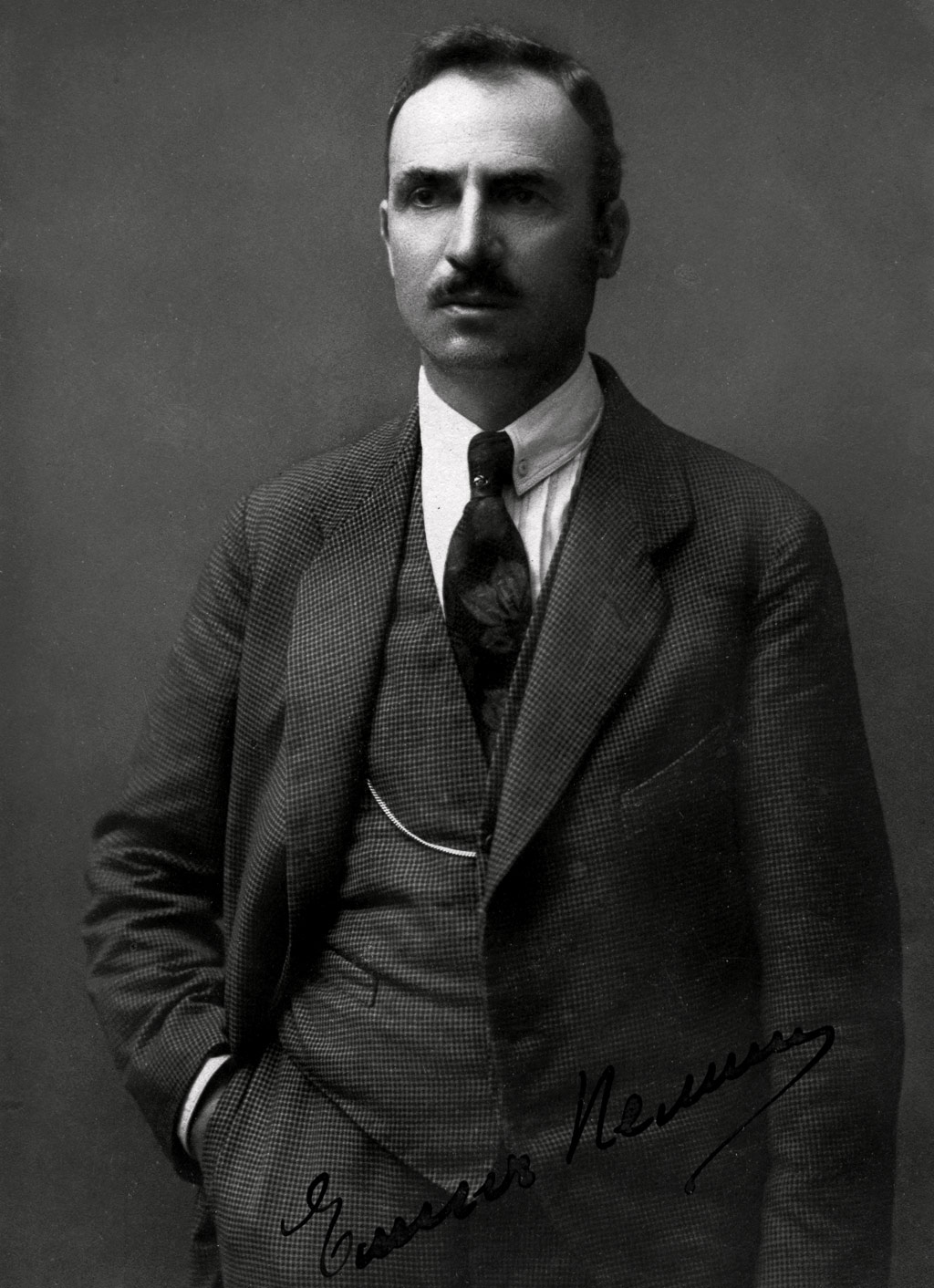
Elin Pelin.

Elin Pelin (pseudonym för Dimităr Ivanov Stojanov), född 18 juli 1877 i Bajlovo, död 3 december 1949 i Sofia, var en bulgarisk författare.
Pelin kom till Sofia 1899 där han redigerade flera tidskrifter. 1903 blev han bibliotekarie och 1906-1907 studerade han i Frankrike. Han var krigskorrespondent under första världskriget.
Pelin skildrade i dikter och berättelser särskilt den bulgariske bondens liv. Mycket populära blev hans samlingar Razkazi ("Berättelser", 1904 och 1911), som visar påverkan från Vladimir Korolenko och Anton Tjechov. De längre berättelserna Geratsite ("Familjen Gerak", 1911) och Zemja ("Jord", 1922) hör till det främsta i den bulgariska 1900-talsprosan. Han skrev också flera barnböcker.
Staden Elin Pelin är uppkallad efter honom. Den hette tidigare Novoseltsi.